# Ferrocarril Villa María a Rufino
El Ferrocarril Villa María a Rufino (FCVMR) era una empresa de capitales británicos que, hacia el final del Siglo XIX, construyó y operó una línea de ferrocarriles de trocha ancha (1,676 m) en Argentina. Su nombre en inglés era Villa María and Rufino Railway (VM&R).

## Historia
Por Ley número 1800 del 6 de septiembre de 1886 se otorgó a Giovanni Pelleschi] y Cía. una concesión para construir una línea de 227 km entre Villa María en la provincia de Córdoba, en el empalme con el Ferrocarril Central Argentino, y Rufino en la Provincia de Santa Fe, en el empalme con la Ferrocarril Buenos Aires al Pacífico. Esta línea debía pasar por La Carlota, donde empalmaría con el Ferrocarril Gran Sud de Santa Fe y Córdoba. 
El 15 de agosto de 1887 la concesión es transferida a la empresa “Villa María and Rufino Company”, fundada en Londres con capital de 5.570.480 pesos oro.
El 25 de octubre de 1890 la empresa habilitó la sección entre Villa María y La Carlota, terminando la línea hasta Rufino el 23 de mayo de 1891.
La línea pasaba por la zona de producción de granos que se encontraba entre las líneas principales operadas por el Ferrocarril Buenos Aires al Pacífico y el Central Argentino, convirtiéndose en un alimentador valioso para el primero. De esa manera la producción tenía acceso al puerto y al mercado de Buenos Aires.
Debido a sus intereses comunes el Ferrocarril Villa María a Rufino y el Ferrocarril Buenos Aires al Pacífico mantuvieron estrechos vínculos comerciales, hasta que finalmente, en el año 1900 el FCBAP se hace cargo, por el término de 20 años de la administración y explotación de este ferrocarril de 227 kilómetros de longitud.
El gobierno de Juan Domingo Perón con la firma de Miguel Miranda y del representante de las compañías ferroviarias de capital británico, John Montague Eddy, el 13 de febrero de 1947 firmó el acta de compra (Convenio Miranda-Eddy) de los ferrocarriles de propiedad británica, entre ellos el Ferrocarril Buenos Aires al Pacífico. La empresa era dueña además del Ferrocarril Gran Oeste Argentino y del Ferrocarril Villa María a Rufino, cuya fusión no se había producido formalmente, y recibió por todos sus activos 32 959 748 libras esterlinas, de las cuales 641 383 correspondieron al Ferrocarril Villa María a Rufino. Por decreto nacional n.º 5789/48 de 28 de febrero de 1948 se dispuso que el 1 de marzo de 1948 el Gobierno argentino tomara formal posesión de los ferrocarriles británicos.
La línea Villa María a Rufino, junto con el resto del Ferrocarril Buenos Aires al Pacífico, pasó a formar parte de la compañía estatal Ferrocarril General San Martín, cuando se nacionalizaron los ferrocarriles en 1948.